# José Antonio Gentico
José Antonio Gentico (28 de novembro de 1931 - 5 de abril de 2007) foi um prelado da Igreja Católica. Ele serviu como bispo auxiliar de Buenos Aires de 2001 até sua morte em 2007.

## Vida
Nascido em Arnedo, Espanha, Gentico foi ordenado sacerdote em 30 de novembro de 1968.
Em 21 de março de 2001 foi nomeado bispo auxiliar de Buenos Aires e bispo titular de Mizigi.
Gentico recebeu sua consagração episcopal no dia 28 de abril de 2001 de Jorge Mario Bergoglio, arcebispo de Buenos Aires, mais tarde papa Francisco, tendo como co-consagradores o bispo de Morón, Justo Oscar Laguna, bispo de San Martín, Raúl Omar Rossi e os bispos auxiliares de Buenos Aires, Joaquín Mariano Sucunza e Guillermo Rodríguez Melgarejo.
Em 5 de abril de 2007, José Antonio morreu aos 75 anos em Buenos Aires, Argentina.